# گایدوبرا
گایدوبرا (به صربی: Gajdobra) یک منطقهٔ مسکونی در صربستان است که در Bačka Palanka Municipality واقع شده‌است. گایدوبرا ۲۴٫۸ کیلومتر مربع مساحت و ۲٬۵۷۸ نفر جمعیت دارد و ۹۱ متر بالاتر از سطح دریا واقع شده‌است.